# 竞争情报
竞争情报是关于竞争环境、竞争对手、竞争态势和竞争策略的信息和研究。它既是一种过程（对竞争信息的收集和分析过程），也是一种产品（包括由此形成的情报或策略）。一般简称为CI（Competitive Intelligence)。